# 변성대
변성대 (metamorphic belt) 은 변성작용으로 광물의 일부 또는 전부가 변화한 변성암이 분포된 지대을 말한다.유형으로는 고압형 변성대, 중압형 변성대, 저압형 변성대, 저압형 변성대, 변성쌍대가 있다.

## 개념
암석의 광물학적 구성이 평형을 이루는 온도와 압력은 변성 지형을 통해 측면으로 변할 수 있다. 두 변수가 함께 변성 등급을 결정한다. 두 위치 사이의 기울기 차이를 변성 기울기라고 한다. 동일한 변성 등급을 가진 점을 연결하는 평면을 등각도라고 한다. 지표면이 있는 등각도의 가선은 지질도에서 선을 이룬다.
지형의 광물학적 구성의 변화는 암석의 변성 등급의 차이를 반영한다. 특정 변성 등급에 특징적인 광물을 지표 광물이라고 한다. 지표 광물의 처음 또는 마지막 모습(변성 반응이 관찰되는 장소)은 쉽게 알아볼 수 있는 등각도를 형성한다. 변성대(metamorphic zone)는 쉽게 알아볼 수 있는 두 개의 등각도 사이의 영역이다. 종종 그것들은 그 지역의 가장 특징적인 지표 광물의 이름을 따서 명명된다.
특정 지표 광물이 발생하는지 여부는 암석 자체의 구성에 따라 달라진다. 많은 지표 광물은 복잡한 화학 조성을 가지고 있다. 필요한 모든 요소가 풍부하지 않으면 광물이 자라지 않는다. 지형의 변성 등급을 매핑할 때 지질학자는 암석의 암석학을 고려해야 한다. 암석학은 주로 변성 작용 이전의 원래 암석인 원형암에 의존한다. 주요 암석은 초고철질, 고철질, 규장석(또는 석영 장석), 펠라이트 및 석회질이다. 이러한 모든 (및 기타) 암석학에서 광물의 다양한 조합이 특정 등급에서 발생한다. 이러한 암석학의 변성 영역도 다를 수 있다.

## 같이 보기
- 변성 작용
- 변성암
- 지질도